# Yukari Yamakawa
Pour les articles homonymes, voir Yamakawa.
Yukari Yamakawa (山川 ゆかり, Yamakawa Yukari) est une karatéka japonaise surtout connue pour avoir remporté le titre de championne du monde en kumite individuel féminin moins de 60 kilos aux championnats du monde de karaté 1982 organisés à Taipei, à Taïwan.

## Résultats
| Résultat      | Date | Épreuve                   | Catégorie | Compétition                | Ville hôte       |
| ------------- | ---- | ------------------------- | --------- | -------------------------- | ---------------- |
| Médaille d'or | 1982 | Kumite individuel - 60 kg | Seniors   | Championnats du monde 1982 | Taipei, à Taïwan |